# Unterseeboot 96

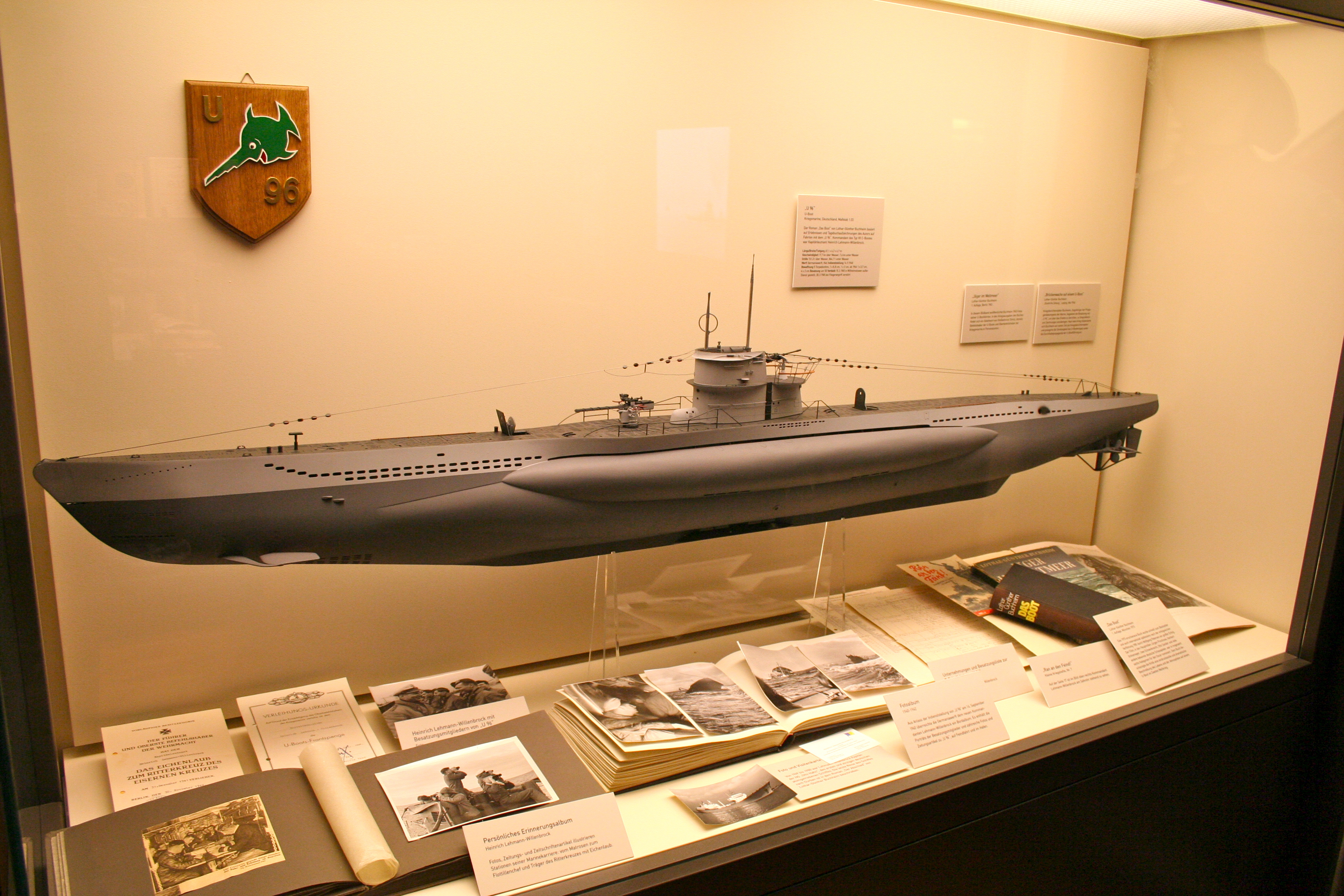
Skalmodell av ubåten.

U-96 var en tysk ubåt av typen VIIC. U-96 sjösattes den 14 september 1940. Ubåten sjönk efter ett bombanfall vid Wilhelmshaven 30 mars 1945 av amerikanska bombflygplan.
Bland annat sänkte U-96 det svenska handelskeppet M/S Stureholm.
Ubåtsfilmen Das Boot utspelar sig på denna ubåt.